# Поні (округ, Оклахома)
Шаблон:StateAbbr_ 36°19′ пн. ш. 96°42′ зх. д. / 36.31° пн. ш. 96.7° зх. д.
Округ  Поні (англ. Pawnee County) — округ (графство) у штаті Оклахома, США. Ідентифікатор округу 40117.

## Історія
Округ утворений 1893 року.

## Демографія
За даними перепису 2000 року загальне населення округу становило 16612 осіб, зокрема міського населення було 3157, а сільського — 13455.
Серед мешканців округу чоловіків було 8197, а жінок — 8415. В окрузі було 6383 домогосподарства, 4747 родин, які мешкали в 7464 будинках.
Середній розмір родини становив 3,02.
Віковий розподіл населення поданий у таблиці:
| Стать    | До 15 років | 15-21 | 22-29 | 30-39 | 40-49 | 50-65 | 65-85 | Понад 85 |
| -------- | ----------- | ----- | ----- | ----- | ----- | ----- | ----- | -------- |
| Чоловіки | 1857        | 814   | 659   | 1059  | 1254  | 1489  | 967   | 98       |
| Жінки    | 1745        | 750   | 713   | 1068  | 1257  | 1494  | 1184  | 204      |

## Суміжні округи
- Осадж — північний схід
- Талса — південний схід
- Крік — південь
- Пейн — південний захід
- Нобл — захід

## Виноски
1. ↑  U.S. Decennial Census. United States Census Bureau. Архів оригіналу за 26 квітня 2015. Процитовано 22 лютого 2015.
2. ↑  Historical Census Browser. University of Virginia Library. Архів оригіналу за 23 червня 2018. Процитовано 22 лютого 2015.
3. ↑  Forstall, Richard L., ред. (27 березня 1995). Population of Counties by Decennial Census: 1900 to 1990. United States Census Bureau. Процитовано 22 лютого 2015.
4. ↑  Census 2000 PHC-T-4. Ranking Tables for Counties: 1990 and 2000 (PDF). United States Census Bureau. 2 квітня 2001. Процитовано 22 лютого 2015.
5. ↑  State & County QuickFacts. United States Census Bureau. Архів оригіналу за 6 червня 2011. Процитовано 12 листопада 2013.(англ.) Наведено за англійською вікіпедією.
6. ↑  American FactFinder. Бюро перепису населення США. Архів оригіналу за 26 лютого 2012. Процитовано 31 січня 2008.

| США | Це незавершена стаття з географії США. Ви можете допомогти проєкту, виправивши або дописавши її. |